# 忘却のクレイドル
『忘却のクレイドル』（ぼうきゃくのクレイドル）は、藤野もやむによる日本の漫画。マッグガーデンが2008年12月30日に創刊した『コミックブレイドBROWNIE』で連載を開始した。しかし諸事情により『コミックブレイドBROWNIE Vol.2』が発売延期未定となったので一時的に連載を休止し、2009年7月15日、『月刊コミックブレイドアヴァルス』（マッグガーデン）で連載を再開、2011年3月15日まで連載された。
単行本は連載を開始してから約一年を経て2010年2月10日に1、2巻同時発売という形で発売された。最終巻は2011年6月15日に発売された。

## ストーリー
この世界では、日本に似たある国で義務教育の一環として15歳以上の少年少女に徴兵制のような特殊訓練をさせている。毎日行われる厳しい訓練と、日に日に増す健康診断の数に嫌気がさし、それが何のために行われているのか疑問を持ち始めた彼らだが、ある日を境にして彼らの島は、彼らがいた頃から数十年を経た廃墟と化す。教官などの大人がいない状況で、彼らはなんとか島を脱出し本土の状況を知ろうとするが、その最中で自分たちの体が二度や三度の致命傷では死なないことを知る。

## 登場人物
名前の漢字表記は本編では使われていない。カバー下で判明。
カヅキ（夏月）
本作の主人公。事なかれ主義な節があり、成績も落ちこぼれ気味。そのためクラスメイトにからかわれている。唯一のとりえは記憶力。サイと仲がいい。
ヒカリ（光）
時間が経った後にカヅキ達の前に現れた少女。猫のあぷを連れて、カヅキ達が目を覚ます数日前から島にいた。本土の戦いで負けたということをカヅキ達に伝えるが、その事に関して完全な信用は得られていない。
サイ（彩）
クラスで一、二を争う優等生。基本的に笑顔の絶えない明るい性格であるが、時々意味深な発言をしたり、突発的な行動に踏み込んだりする。
トウジ（冬二）
こちらもクラスで一、二を争う優等生。混乱する彼らに情報共有や協力を提案する。冷静で頼りになるまとめ役的存在。
ユウ（優）
サイを慕っている。施設のメインコンピューターを操作するなど、機械に詳しい。
マユム（真由武）
カヅキを馬鹿にし、サイを敵視している。その一方でトウジの事を尊敬しており、裏で彼を持ち上げる。
ヤブ（薮）
マユムの仲間。気弱。
ソーゴ（宋吾）
マユムの仲間。楽観的。
キョーヤ（狂弥）
不気味な笑顔を浮かべる四月生。サバイバル演習終了後に手錠をつけられている姿をカヅキたちに目撃されている。
シノ（志乃）
ハルカの友達。クールな性格。生命維持をするカプセルの中で眠っている。
ハルカ（遥）
シノの友達。出会ったカヅキ達を突然襲うが、後に和解する。島の中核に関係するだろうと思われたエイトを探している。
ミキヤ
突然現れた四月生。ナイフを巧みに操りそれで攻撃する。
エイト
島の中核にいる謎の少年。彼の他にゼロ、ナナ、ツゥなど数字をあてた謎の人物が存在する。

## 書籍情報
1. 1巻、2010年2月10日発行、ISBN 978-4-86127-705-4
2. 2巻、2010年2月10日発行、ISBN 978-4-86127-706-1
3. 3巻、2010年8月10日発行、ISBN 978-4-86127-761-0
4. 4巻、2011年1月15日発行、ISBN 978-4-86127-813-6
5. 5巻（完）、2011年6月15日発行、ISBN 978-4-86127-865-5